# Schleusentreppe Wüsteneutzsch
Als Schleusentreppe Wüsteneutzsch wird eine aus zwei Schleusen bestehende Schleusentreppe im Elster-Saale-Kanal bei Wüsteneutzsch  bezeichnet. Als Schleusenruine Wüsteneutzsch wird die eine der beiden Schleusen bezeichnet, deren Bau begonnen, aber – wie der Elster-Saale-Kanal auch – nicht beendet wurde, und die als Ruine noch existiert. Das Dorf Wüsteneutzsch gehört seit 1951 zu Kreypau, einem Ortsteil der Stadt Leuna im Saalekreis in Sachsen-Anhalt.

## Geschichte
Am 16. November 1920 wurde in einem Regierungsabkommen der Bau des Elster-Saale-Kanals beschlossen. In einem am 26. Juli 1926 abgeschlossenen Staatsvertrag zur Vollendung des Mittellandkanals wurde ausdrücklich der gleichzeitige Baubeginn und die Fertigstellung dieser auch als Südflügel des Mittellandkanals bezeichneten Wasserstraße, festgelegt.
Am 11. Juli 1933 begannen bei Burghausen die Arbeiten am Kanal. Die sich mit dem Beginn des Zweiten Weltkriegs im September 1939 immer weiter verzögernden Arbeiten wurden schließlich Anfang 1943 ganz eingestellt.
Zur Überwindung des Höhenunterschieds des Kanals zur Saale war eine Schleusentreppe mit zwei Schleusen bei Wüsteneutzsch geplant. Die Schleusen waren als Sparschleuse projektiert. Die Schleusenkammern sollten eine Länge von 85 Metern, eine Breite von 12 Metern sowie eine Drempeltiefe von drei Metern haben. Sie hätten somit in ihren Abmessungen den Anforderungen zur Schleusung von Schiffen bis 1000 Tonnen Tragfähigkeit entsprochen, was etwa der heutigen Binnenschifffahrtsklasse IV entspricht. Seit 1999 wird der Kanal amtlich als „Saale-Leipzig-Kanal“ bezeichnet.

## Schleusentreppe Wüsteneutzsch
Die Schleusenruine Wüsteneutzsch befindet sich am Kilometer 1,81 des ehemaligen Projektes Elster-Saale-Kanal, von der Wasserstraßen- und Schifffahrtsverwaltung des Bundes seit 1999 als Saale-Leipzig-Kanal (SLK) bezeichnet. Die Schleusentreppe sowie der Elster-Saale-Kanal, im ersten Drittel des 20. Jahrhunderts begonnen, wurden nie vollendet. Die Schleusentreppe sollte aus zwei Schachtschleusen mit je 11 Metern Fallhöhe bestehen. Realisiert wurde damals jedoch nur die Obere der beiden Schleusenkammern. Die Schleuse wurde in Felsen gegründet und als Gewichtsmauer aus Beton ausgeführt. Die Schleusenkammern waren jeweils mit einer Länge von 85 Meter, Breite von 12 Meter und Drempeltiefe von drei Meter konzipiert. Zwischen beiden Schleusen war ein Kanalabschnitt mit etwa 360 Meter Länge als Zwischenhaltung und Begegnungsstrecke vorgesehen. Beide Schleusen waren als Sparschleusen konzipiert, da der Kanal über keine ausreichenden natürlichen Zuflusse verfügt. Dadurch konnte das Verlustwasser bei jedem Schleusenvorgang auf etwa 50 Prozent reduziert werden. Beide Schleusen sollten sowohl im Oberwasser wie im Unterwasser je ein Hubtor ohne Umläufe erhalten. Das Füllen der Schleusenkammer sollte mit Betriebswasser aus den beiden Sparbecken beginnen. Mit dem Auspegeln des Wasserstandes in der Kammer und dem Sparbecken erfolgte die Restfüllung durch geringes Anheben des Tores im jeweiligen Oberhaupt mit Wasser aus der Ober- bzw. Zwischenhaltung. Das Entleeren der Schleusenkammern wäre entgegengesetzt durch Wassereinleitung in die Sparbecken und anschließend durch direkten Abfluss des Wassers durch Anheben des unteren Schleusentores in die Zwischenhaltung bzw. in das Unterwasser des Kanals erfolgt.
In der Zeit vor dem Zweiten Weltkrieg wurden in der Binnenschifffahrt überwiegend Schleppzüge eingesetzt. Selbstfahrer waren noch vergleichsweise selten. Ein Schleppzug bestand aus dem Schlepper und dem Anhang aus mitunter mehreren antriebslosen Schleppkähnen, dem Fahrtgebiet jeweils angepasst. Die Schlepper der Schleppzüge sollten nicht mitgeschleust werden. Im Unter- bzw. Oberhafen der Schleusentreppe war ein Schlepperwechsel vorgesehen. In der dreihundertsechzig Meter langen Mittelhaltung, also zwischen den beiden Kammern der Schleusentreppe, sollten die Schleppkähne von einer seilbetriebenen Treidelanlage gezogen werden. Auf beiden Seiten der Schleusentreppe waren Wendestellen für die Schlepper vorgesehen um deren problemloses Wenden zu ermöglichen.

## Wasserzuführung für die Scheitelhaltung
Jeder Schleusenvorgang hätte erhebliche Wasserverluste in der Scheitelhaltung des Kanals erzeugt, da diesem Kanalabschnitt natürliche Zuflüsse fehlen. Um diese Wasserverluste auszugleichen, wurde gleichzeitig mit dem Bau der Schleusentreppe auch die Errichtung einer Pumpenanlage am unteren Schleusenkanal vorgesehen. Mittels einer Druckrohrleitung sollte Wasser aus der unteren Saale-Haltung in die obere Kanal-Haltung gepumpt werden. Der Pumpvorgang sollte hauptsächlich in den Nachtstunden erfolgen, um den günstigeren Nachtstrom zu nutzen.

## Bilder

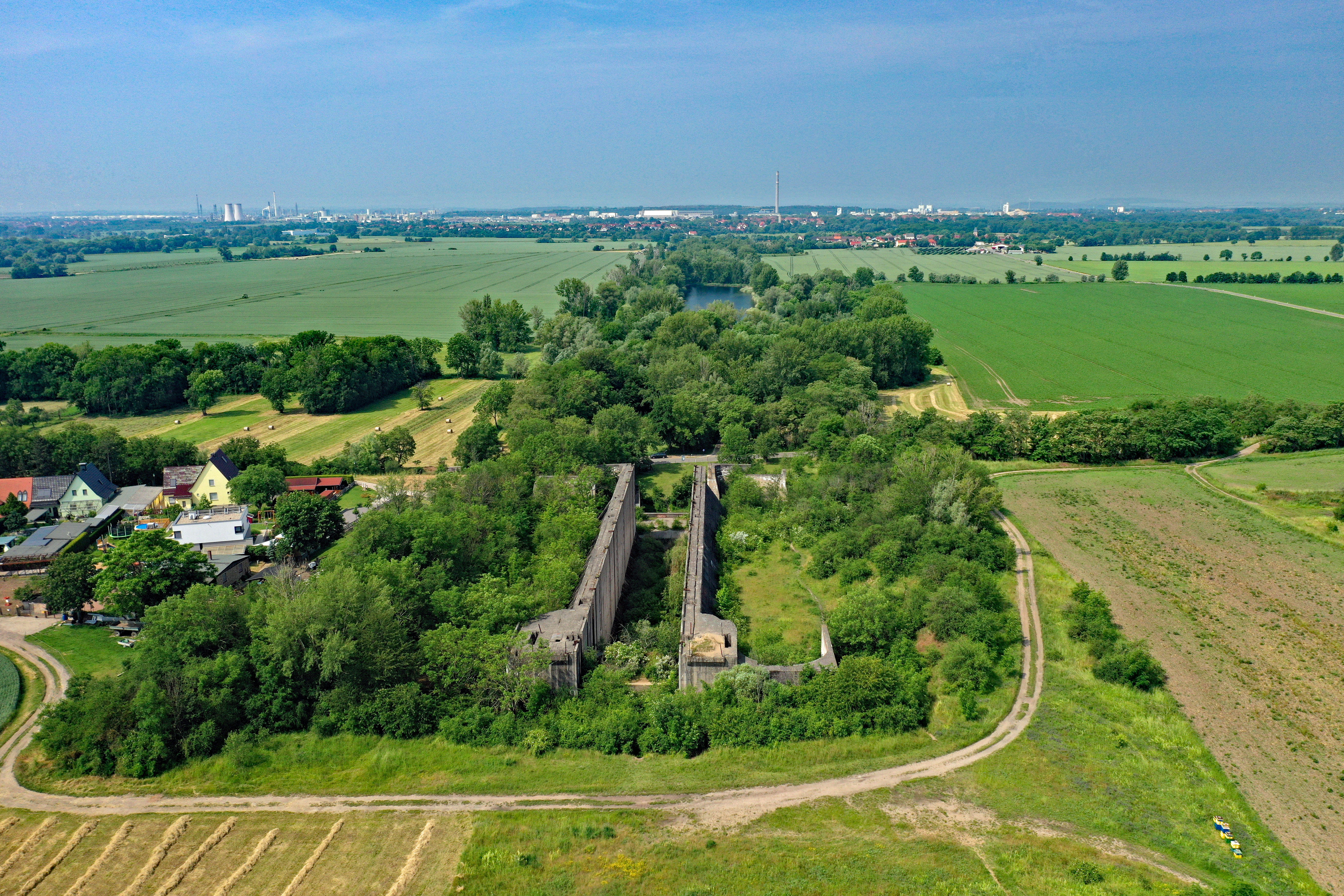
Blick Richtung Saale (hinter der Saale liegt Leuna) 2021
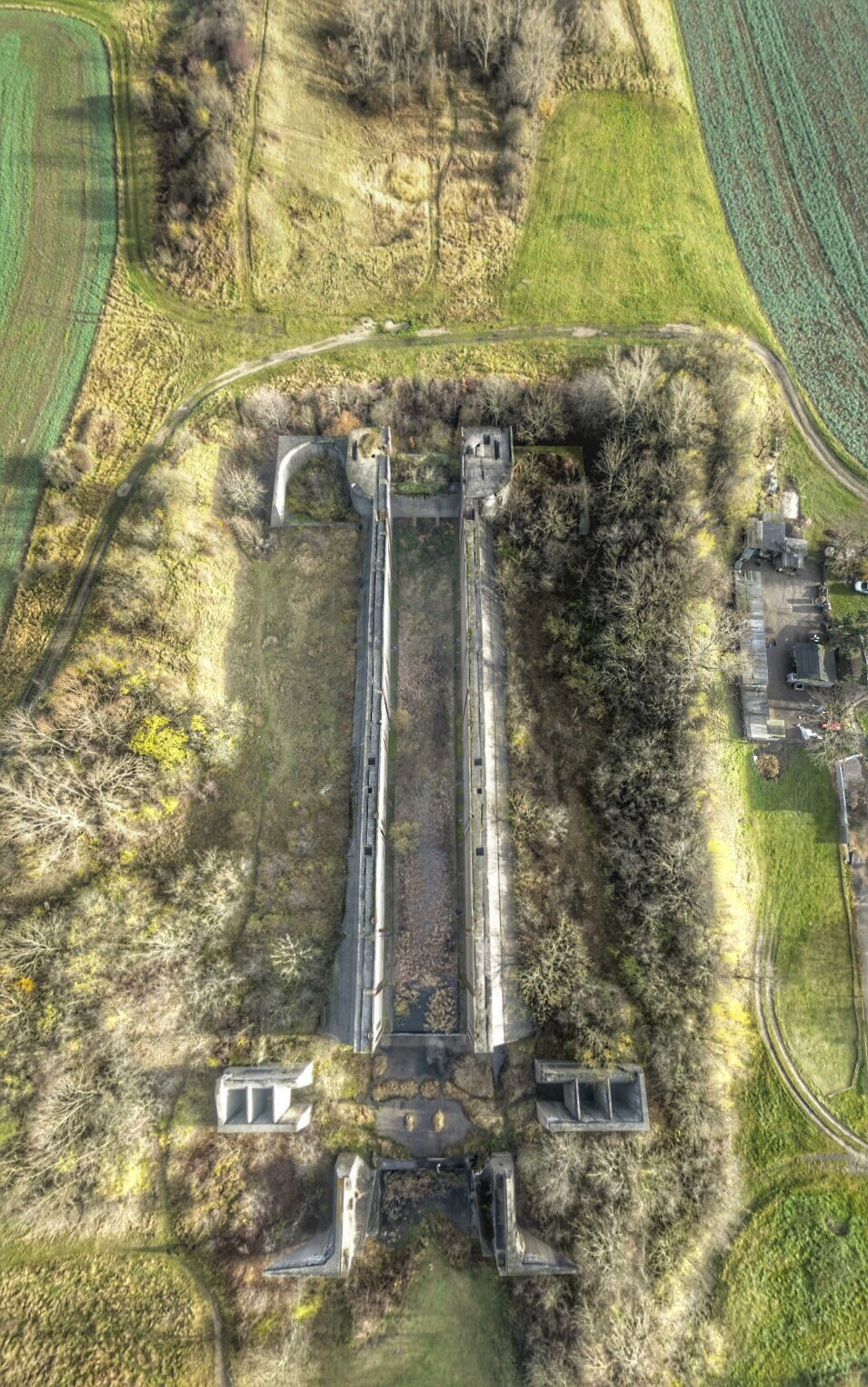
Schleusenruine Wüsteneutzsch 2017
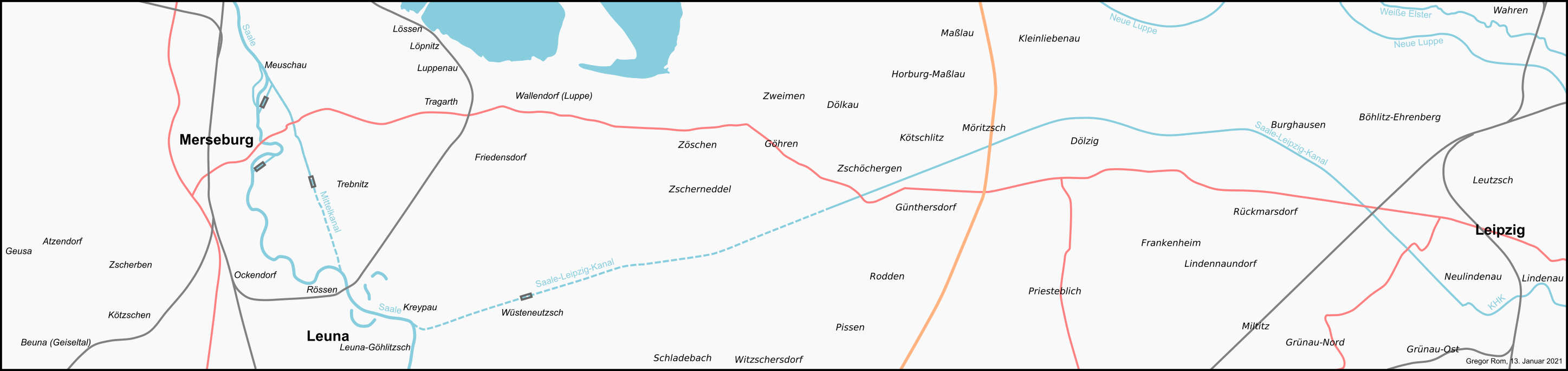
Lage der Schleuse im geplanten Elster-Saale-Kanal
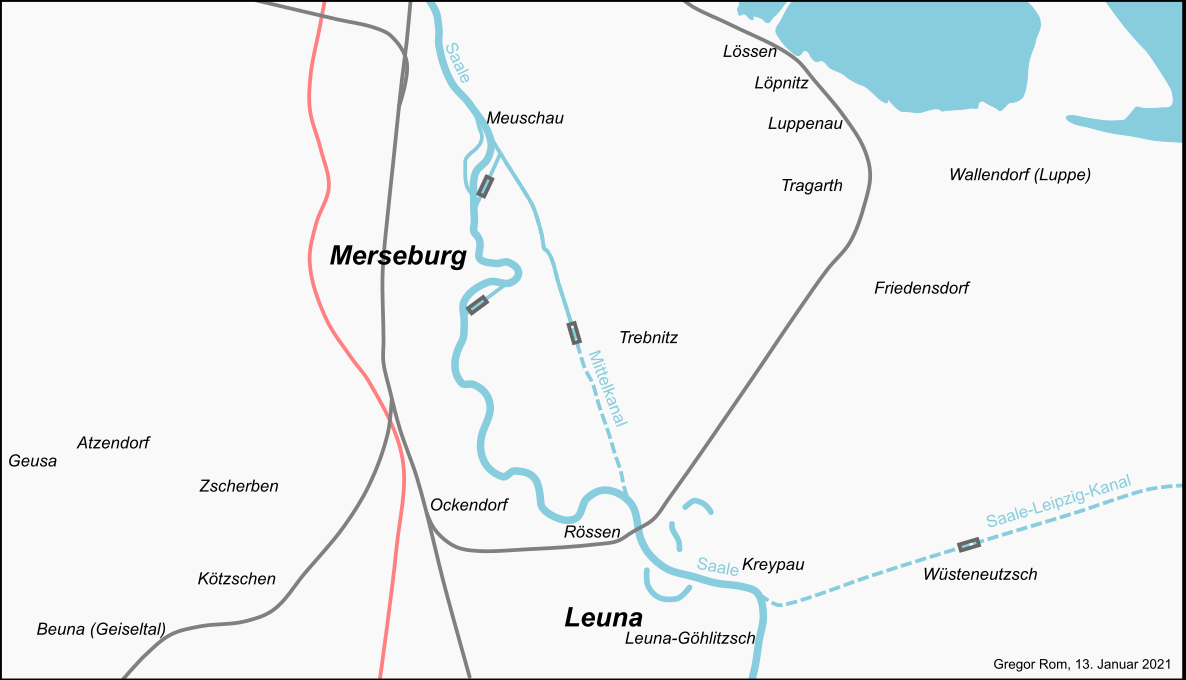
Wasserstraßen um Merseburg
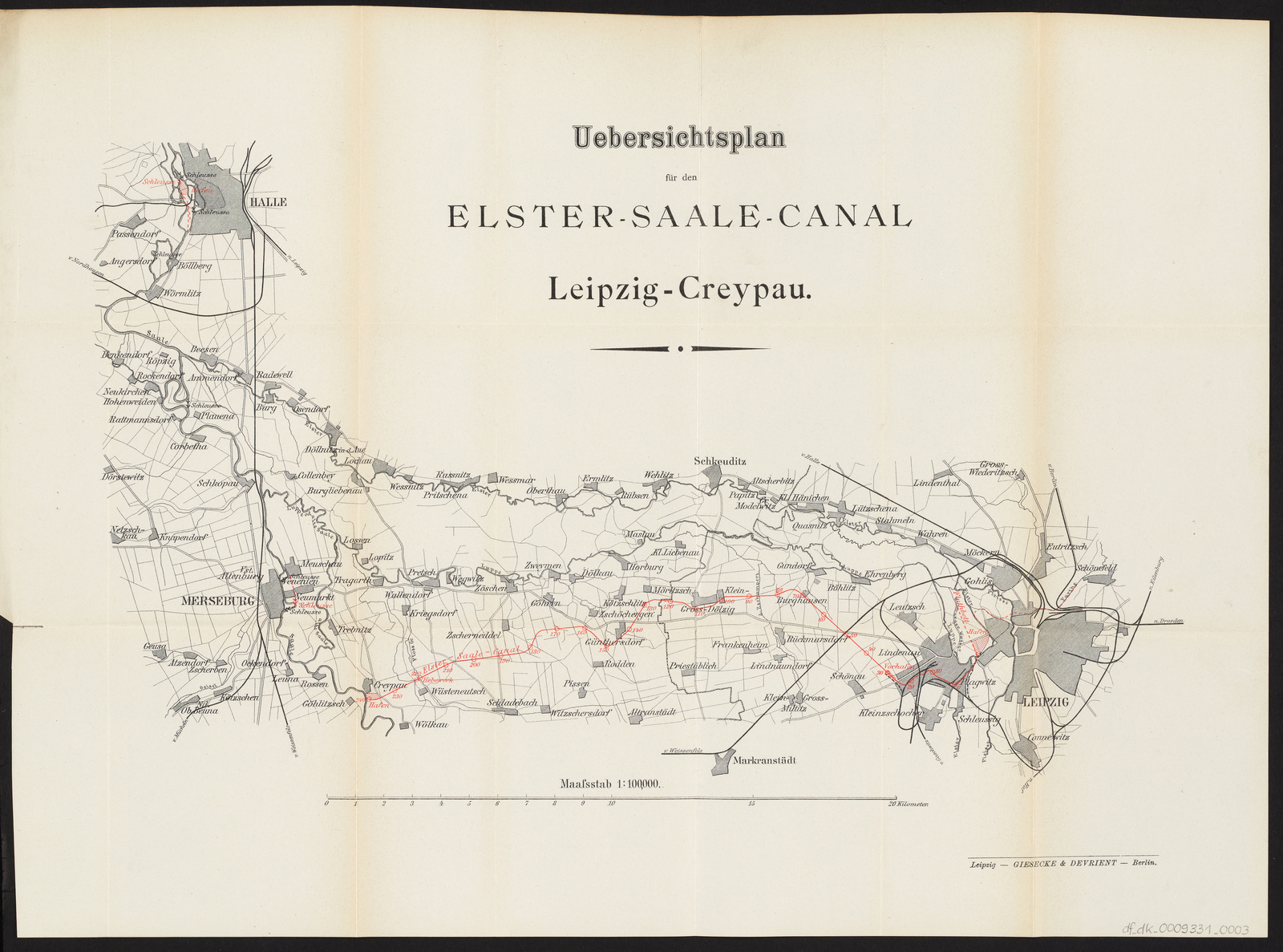
Übersichtsplan für den Elster-Saale-Kanal von 1891
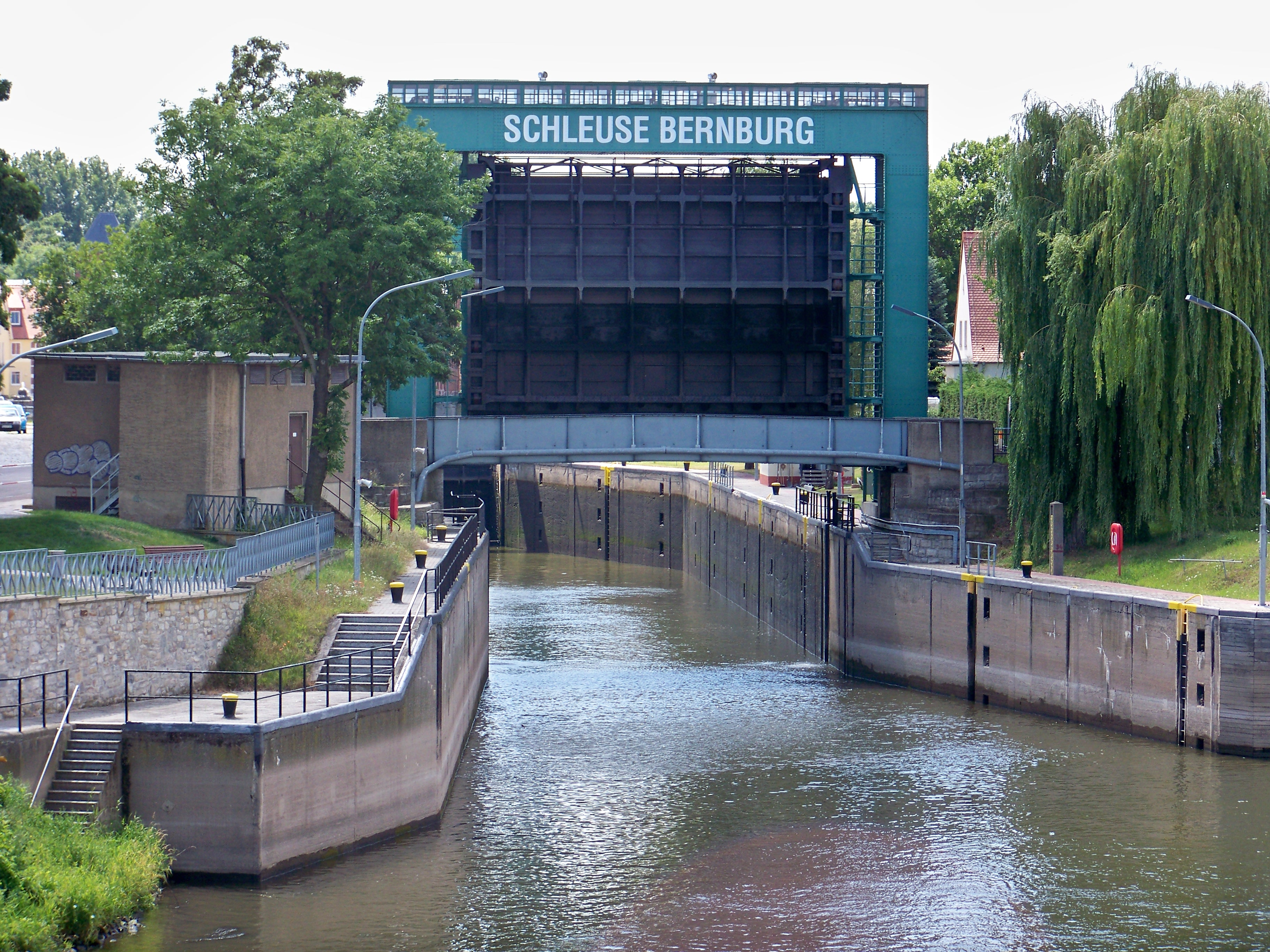
Geplante Hubtore (Beispielbild, baugleiches Tor Schleuse Bernburg)